# 川村ゆみ
川村 ゆみ（かわむら ゆみ）は、日本の女性歌手、スタジオ・ミュージシャン。旧名義は河村ゆみ。

## 概要・人物
中学の頃からオフコースやT-SQUAREのコピーバンドに参加し、高校1年の時にスターダストレビューの根本要に影響を受けて音楽の道を志す。
1992年1月10日にポリドール・レコードに販売委託しているヴァーンメディアから、河村ゆみ名義でシングル「夢のつばさ」「君の笑顔がエネルギー」の同時発売でメジャーデビュー。
1996年12月4日に東芝EMIから、川村ゆみ名義でシングル「オプションGirl」を発売し再メジャーデビュー。
デビューを果たしたもののヒットには恵まれず、川村自身は「中途半端に歌が上手いだけで、シンガーソングライターではないし歌で感動させることもできない、何も突出したものがない」と懐古している。そんな折、楽器や機材に詳しくなるより、歌で生き様を磨くことに興味を持っているが、かといって歌いたい歌がないことに20代後半で気付く。川村曰く「音楽をやっているというより、歌で人間を掘りながら表現しているという感覚」とのこと。
2ndシングル「あなたにそばにいて欲しい」発売以降は、浜崎あゆみや安室奈美恵、BoA、w-inds.などのコーラスや仮歌のレコーディング、ボイストレーニング、ボーカルディレクションに参加する。その傍ら、自身もソロ歌手としてゲームソングやアニメソングなどを歌唱している。

## ディスコグラフィ

### シングル
|     | 発売日         | タイトル               | 規格   | 規格品番  | オリコン | 初収録アルバム |
| --- | -------------- | ---------------------- | ------ | --------- | -------- | -------------- |
| 1st | 1992年1月10日  | 夢のつばさ             | 8cm CD | VMDH-1010 | 圏外     | ゆみ魂         |
| 2nd | 1992年1月10日  | 君の笑顔がエネルギー   | 8cm CD | VMDH-1009 | 圏外     | ゆみ魂         |
| 3rd | 1992年4月1日   | タイムマシンにお願い   | 8cm CD | VMDH-6001 | 圏外     | ゆみ魂         |
| 4th | 1993年10月25日 | クリスマスの過ごしかた | 8cm CD | VMDH-1023 | 圏外     | ゆみ魂         |

|     | 発売日        | タイトル                 | 規格   | 規格品番  | オリコン | 初収録アルバム |
| --- | ------------- | ------------------------ | ------ | --------- | -------- | -------------- |
| 1st | 1996年12月4日 | オプションGirl           | 8cm CD | TODT-3888 | 圏外     | ゆみ魂         |
| 2nd | 1997年4月16日 | あなたにそばにいて欲しい | 8cm CD | TODT-3944 | 圏外     | ゆみ魂         |

### オリジナルアルバム
|     | 発売日        | タイトル     | 規格 | 規格品番   | オリコン |
| --- | ------------- | ------------ | ---- | ---------- | -------- |
| 1st | 2017年2月22日 | ゆみザウルス | CD   | AKCY-58066 | 186位    |

### ベストアルバム
|     | 発売日        | タイトル | 規格 | 規格品番     | オリコン |
| --- | ------------- | -------- | ---- | ------------ | -------- |
| 1st | 2014年5月14日 | ゆみ魂   | CD   | YKC-113〜115 | 19位     |

### 参加作品
| 発売日        | タイトル                                                                           | 規格 | 参加楽曲                                   |
| ------------- | ---------------------------------------------------------------------------------- | ---- | ------------------------------------------ |
| 1995年6月21日 | こどものうた/ゆずれない願い                                                        | CD   | ゆずれない願い                             |
| 2001年9月19日 | 風と大地のページェント パーフェクトアレンジアルバム                                | CD   | 風と大地 (Vocal Ver.)                      |
| 2001年9月19日 | 風と大地のページェント パーフェクトアレンジアルバム                                | CD   | Blue Sky in Blue                           |
| 2003年4月23日 | ときどきシュガー パーフェクトアレンジアルバム                                      | CD   | Oh my sugar〜砂糖のような雪                |
| 2003年6月25日 | 妹でいこう! パーフェクトアレンジアルバム                                           | CD   | Happy Faceはとまらない                     |
| 2003年6月25日 | 永遠のアセリア                                                                     | CD   | 永遠のアセリア                             |
| 2003年6月25日 | 永遠のアセリア                                                                     | CD   | Eternal sky                                |
| 2004年4月21日 | Primalroots/Shinkies                                                               | CD   | It's the Falling in Love                   |
| 2004年4月21日 | Primalroots/Shinkies                                                               | CD   | Wha'cha Gonna Do for Me                    |
| 2005年7月27日 | 鬼魂 サウンドトラック                                                              | CD   | 零                                         |
| 2007年2月23日 | THE BEST GAME VOCALS OF あかべぇそふとつぅ                                         | CD   | live                                       |
| 2007年4月18日 | バーン・マイ・ドレッド -「ペルソナ3」輪廻転生-                                     | CD   | Burn My Dread                              |
| 2007年4月18日 | バーン・マイ・ドレッド -「ペルソナ3」輪廻転生-                                     | CD   | Changing Seasons                           |
| 2007年4月18日 | バーン・マイ・ドレッド -「ペルソナ3」輪廻転生-                                     | CD   | Want To Be Close                           |
| 2007年4月18日 | バーン・マイ・ドレッド -「ペルソナ3」輪廻転生-                                     | CD   | Burn My Dread-Last Battle-                 |
| 2007年4月18日 | バーン・マイ・ドレッド -「ペルソナ3」輪廻転生-                                     | CD   | Deep Breath Deep Breath                    |
| 2007年4月18日 | バーン・マイ・ドレッド -「ペルソナ3」輪廻転生-                                     | CD   | Mass Destruction                           |
| 2007年4月18日 | バーン・マイ・ドレッド -「ペルソナ3」輪廻転生-                                     | CD   | キミの記憶〜オーケストラver.〜             |
| 2008年7月2日  | ペルソナ 〜トリニティ・ソウル〜オリジナル・サウンドトラック                        | CD   | Mellow Dream                               |
| 2008年7月2日  | ペルソナ 〜トリニティ・ソウル〜オリジナル・サウンドトラック                        | CD   | Found Me                                   |
| 2008年9月10日 | 心と耳にのこるCMのうた Vol.2                                                       | CD   | よろこびの酒・松竹梅                       |
| 2009年9月16日 | PERSONA MUSIC LIVE-Velvetroom in AKASAKA BLITZ-                                    | DVD  | Burn My Dread                              |
| 2009年9月16日 | PERSONA MUSIC LIVE-Velvetroom in AKASAKA BLITZ-                                    | DVD  | When The Moon's Reaching Out Stars         |
| 2009年9月16日 | PERSONA MUSIC LIVE-Velvetroom in AKASAKA BLITZ-                                    | DVD  | Want To Be Close                           |
| 2009年9月16日 | PERSONA MUSIC LIVE-Velvetroom in AKASAKA BLITZ-                                    | DVD  | Mellow Dream                               |
| 2009年9月16日 | PERSONA MUSIC LIVE-Velvetroom in AKASAKA BLITZ-                                    | DVD  | Mass Destruction                           |
| 2009年9月16日 | PERSONA MUSIC LIVE-Velvetroom in AKASAKA BLITZ-                                    | DVD  | Deep Breath Deep Breath                    |
| 2009年9月16日 | PERSONA MUSIC LIVE-Velvetroom in AKASAKA BLITZ-                                    | DVD  | Found Me                                   |
| 2009年9月16日 | PERSONA MUSIC LIVE-Velvetroom in AKASAKA BLITZ-                                    | DVD  | Reach Out To The Truth                     |
| 2009年9月16日 | PERSONA MUSIC LIVE-Velvetroom in AKASAKA BLITZ-                                    | DVD  | キミの記憶                                 |
| 2010年6月23日 | PERSONA MUSIC LIVE BAND                                                            | CD   | Burn My Dread                              |
| 2010年6月23日 | PERSONA MUSIC LIVE BAND                                                            | CD   | Mass Destruction                           |
| 2010年6月23日 | PERSONA MUSIC LIVE BAND                                                            | CD   | キミの記憶                                 |
| 2012年8月22日 | 「ペルソナ4 ジ・アルティメット イン マヨナカアリーナ」オリジナル・サウンドトラック | CD   | Best Friends                               |
| 2014年7月16日 | ペルソナQ シャドウ オブ ザ ラビリンス オリジナル・サウンドトラック                 | CD   | MAZE OF LIFE                               |
| 2014年7月16日 | ペルソナQ シャドウ オブ ザ ラビリンス オリジナル・サウンドトラック                 | CD   | Light the Fire Up in the Night ”KAGEJIKAN” |
| 2014年7月16日 | ペルソナQ シャドウ オブ ザ ラビリンス オリジナル・サウンドトラック                 | CD   | ポロニアンモール -in the labyrinth-        |
| 2014年7月16日 | ペルソナQ シャドウ オブ ザ ラビリンス オリジナル・サウンドトラック                 | CD   | changing me                                |
| 2014年7月16日 | PERSONA -THE GOLDEN BEST-                                                          | CD   | Best Friends                               |
| 2014年7月16日 | PERSONA -THE GOLDEN BEST-                                                          | CD   | When The Moon's Reaching Out Stars         |
| 2014年7月16日 | PERSONA -THE GOLDEN BEST-                                                          | CD   | MAZE OF LIFE                               |

Found Me
『ペルソナ 〜トリニティ・ソウル〜』後期エンディングテーマ
key plus words
『Persona4 the ANIMATION』後期オープニングテーマ（平田志穂子とのデュエット）
LET'S FLIP FLAPING!
『フリップフラッパーズ』8話挿入歌（TO-MASとのコラボ）

### ゲーム etc...
S・S・L 〜スーパー・スペシャル・ラブ〜（Jr.R&B）
コナミ（現・コナミデジタルエンタテインメント）『pop'n music 7』（後に『pop'n music éclale』で復活収録）
Can't Stop My Love(J-R&B3)
コナミ（現・コナミデジタルエンタテインメント）『pop'n music 8』（後に『pop'n music éclale』で復活収録）
永遠のアセリア
xuse『永遠のアセリア』主題歌
Eternal sky
xuse『永遠のアセリア』パーフェクトアレンジアルバム収録
風と大地
xuse『風と大地のページェント』パーフェクトアレンジアルバム収録
Blue Sky in Blue
xuse『風と大地のページェント』パーフェクトアレンジアルバム収録
Oh my sugar 〜砂糖のような雪
xuse『ときどきシュガー』パーフェクトアレンジアルバム収録
Moving go on 〜そこから見える未来〜
Lass『3days 〜満ちてゆく刻の彼方で〜』主題歌
愛の証
Lass『3days 〜満ちてゆく刻の彼方で〜』エンディングテーマ
物語の終わりに
Lass『3days 〜満ちてゆく刻の彼方で〜』パーフェクトアレンジアルバム収録
time has come
Lass『FESTA!! -HYPER GIRLS POP-』予約特典マキシシングル収録
雫
berkana『鬼魂〜おにたま〜』主題歌
Burn My Dread
アトラス『ペルソナ3』テーマソング
キミの記憶
アトラス『ペルソナ3』エンディングソング
Brand new days
アトラス『ペルソナ3フェス』エンディングソング
他、ゲーム内BGMをいくつか担当。
P3 Fes
アトラス『ペルソナ3フェス』テーマソング
live
あかべぇそふとつぅ『車輪の国、悠久の少年少女』エンディングテーマ
Symphony of Wishes
Overflow『妹でいこう!』パーフェクトアレンジアルバム収録
聖なるかな
xuse『聖なるかな -The Spirit of Eternity Sword 2-』主題歌
オリハルコンの名の下に
xuse『聖なるかな -The Spirit of Eternity Sword 2-』エンディングテーマ
永遠のアセリア〜聖なるアレンジver〜
xuse『聖なるかな -The Spirit of Eternity Sword 2-』挿入歌
遠くへ
xuse『聖なるかな スペシャルファンディスク』主題歌
Dream of Butterfly
アトラス『Persona』オープニングテーマ
Voice
アトラス『Persona』エンディングテーマ
ココロノ
FlyingShine黒『ココロノ』主題歌
はじまりの仕度
FlyingShine犬『正義の教室』エンディングテーマ
カタオモイ予報
アクシス『くるくるくーる』エンディングテーマ
Eternal Mind
xuse『聖なるかな外伝 精霊天翔〜壊れゆく世界の少女たち〜』主題歌
煌玉（ひかり）の果て
xuse『聖なるかな外伝 精霊天翔〜壊れゆく世界の少女たち〜』エンディングテーマ
Re;Start Wings-夢見る明日へ-
xuse『ジーザス13th〜喪失われた学園〜』海老原珊瑚エンディングテーマ

## タイアップ一覧
| 年     | 楽曲                                 | タイアップ先                                                                                        |
| ------ | ------------------------------------ | --------------------------------------------------------------------------------------------------- |
| 1992年 | 夢のつばさ                           | 新潟県中里村リゾートイメージソング                                                                  |
| 1992年 | 君の笑顔がエネルギー                 | アトラス製PCエンジン専用ゲームソフト『雀偵物語2 宇宙探偵ディバン』テーマソング                      |
| 1996年 | オプションGirl                       | 専門学校『東京商科学院専門学校・法科学院』CMソング                                                  |
| 1996年 | 夏っぽく                             | 関西テレビ系情報バラエティ番組『板東・八方ヨジキンTV』エンディングテーマ                            |
| 1997年 | あなたにそばにいて欲しい             | 『サニクリーン』CMソング                                                                            |
| 1997年 | あなたにそばにいて欲しい             | 朝日放送系朝の情報番組『おはよう朝日です』オープニングテーマ                                        |
| 1997年 | 風                                   | 日本ハム『アンティエ』CMソング                                                                      |
| 2001年 | 風と大地 (Vocal Ver.)                | PCゲーム『風と大地のページェント』主題歌                                                            |
| 2001年 | Blue Sky in Blue                     | PCゲーム『風と大地のページェント』主題歌                                                            |
| 2003年 | Oh my sugar〜砂糖のような雪〜        | PCゲーム『ときどきシュガー』主題歌                                                                  |
| 2003年 | Happy Faceはとまらない               | PCゲーム『妹でいこう!』挿入歌                                                                       |
| 2003年 | 永遠のアセリア                       | PCゲーム『永遠のアセリア』主題歌                                                                    |
| 2003年 | Eternal sky                          | PCゲーム『永遠のアセリア』イメージソング                                                            |
| 2004年 | Moving go on ～そこから見える未来～  | PCゲーム『3days 〜満ちてゆく刻の彼方で〜』オープニングテーマ                                        |
| 2004年 | 愛の証                               | PCゲーム『3days 〜満ちてゆく刻の彼方で〜』エンディングテーマ                                        |
| 2005年 | 零                                   | PCゲーム『鬼魂』オープニングテーマ                                                                  |
| 2005年 | time has come                        | PCゲーム『FESTA!! -HYPER GIRLS POP-』エンディングテーマ                                             |
| 2006年 | Burn My Dread                        | PS2『ペルソナ3』オープニングテーマ                                                                  |
| 2006年 | キミの記憶                           | PS2『ペルソナ3』エンディングテーマ（Episode Yourself）                                              |
| 2007年 | live                                 | PCゲーム『車輪の国、悠久の少年少女』エンディングテーマ                                              |
| 2007年 | 聖なるかな                           | PCゲーム『聖なるかな -The Spirit of Eternity Sword 2-』オープニングテーマ                           |
| 2007年 | オリハルコンの名の下に               | PCゲーム『聖なるかな -The Spirit of Eternity Sword 2-』エンディングテーマ                           |
| 2007年 | 永遠のアセリア ～聖なるアレンジ～    | PCゲーム『聖なるかな -The Spirit of Eternity Sword 2-』挿入歌                                       |
| 2007年 | P3 fes                               | PS2『ペルソナ3 フェス』オープニングテーマ（メインボーカル：Lotus Juice）                            |
| 2007年 | Brand new days                       | PS2『ペルソナ3 フェス』エンディングテーマ（Episode Aegis）                                          |
| 2008年 | 遠くへ                               | PCゲーム『聖なるかな スペシャルファンディスク』主題歌                                               |
| 2008年 | ココロノ                             | PCゲーム『ココロノ』主題歌                                                                          |
| 2008年 | Found Me                             | テレビアニメ『ペルソナ 〜トリニティ・ソウル〜』エンディングテーマ                                   |
| 2009年 | はじまりの仕度                       | PCゲーム『正義の教室』エンディングテーマ                                                            |
| 2009年 | カタオモイ予報                       | PCゲーム『くるくるくーる』エンディングテーマ                                                        |
| 2010年 | Eternal Mind                         | PCゲーム『聖なるかな外伝・精霊天翔 〜壊れゆく世界の少女たち〜』オープニングテーマ                   |
| 2010年 | 煌玉の果て                           | PCゲーム『聖なるかな外伝・精霊天翔 〜壊れゆく世界の少女たち〜』エンディングテーマ                   |
| 2012年 | Best Friends                         | アーケードゲーム『ペルソナ4 ジ・アルティメット イン マヨナカアリーナ』オープニングテーマ            |
| 2012年 | Limit of Heaven                      | PSP『永遠のアセリア -この大地の果てで-』オープニングテーマ                                          |
| 2012年 | GREAT JOURNEY                        | PSP『聖なるかな -オリハルコンの名の下に-』オープニングテーマ                                        |
| 2013年 | Re;Start Wings -夢見る明日へ-        | PCゲーム『ジーザス13th -喪失われた学園-』エンディングテーマ                                         |
| 2013年 | re_universe_lovesong                 | PCゲーム『参千世界遊戯 -Multi Universe Myself-』オープニングテーマ                                  |
| 2013年 | Burn My Dread -Spring of Birth Ver.- | 劇場アニメ『PERSONA3 THE MOVIE #1 Spring of Birth』オープニングテーマ                               |
| 2013年 | More Than One Heart                  | 劇場アニメ『PERSONA3 THE MOVIE #1 Spring of Birth』メインテーマ                                     |
| 2013年 | Today                                | アーケードゲーム『ペルソナ4 ジ・アルティマックス ウルトラスープレックスホールド』エンディングテーマ |
| 2014年 | One Hand, One Heartbeat              | 劇場アニメ『PERSONA3 THE MOVIE #2 Midsummer Knight's Dream』エンディングテーマ                      |
| 2016年 | 僕の証                               | 劇場アニメ『PERSONA3 THE MOVIE #4 Winter of Rebirth』メインテーマ                                   |
| 2022年 | Into the Night                       | PCゲーム『ツヴァイトリガー』オープニングテーマ                                                      |
| 2022年 | Narbe                                | PCゲーム『ツヴァイトリガー』エンディングテーマ                                                      |

## 提供楽曲
- 涼風真世
  - ずっと...（作詞・作曲）
- NEWS
  - Forever（コーラスアレンジ）
- A.B.C-Z
  - 君じゃなきゃだめなんだ（コーラスアレンジ、徳永暁人との共作）

## ライブ
| 日程         | 種別     | タイトル                               | 会場・備考                                                                                                 | バックバンド                                  |
| ------------ | -------- | -------------------------------------- | --- | --------------------------------------------- |
| 2016年1月8日 | 単発公演 | 川村ゆみファーストソロライブ「なま魂」 | 会場 - 01/08 新宿BLAZE (東京都) ベストアルバム『ゆみ魂』を引っ提げてライブハウスで開催された、初のライブ。 | DJ WAKA：DJ 川瀬智：Guitar 籠島裕昌：Keyboard |